# Synagoga w Skoczowie
Synagoga w Skoczowie – nieistniejąca synagoga znajdująca się w Skoczowie na rogu obecnych ulic Adama Mickiewicza i Cieszyńskiej.

## Historia
Synagoga została zbudowana w 1853 roku. Powstała na działce przekazanej przez rodzinę Sperlingów, prowadzących znany warsztat rymarski przy skoczowskim Rynku. Podczas II wojny światowej, we wrześniu 1939 roku, hitlerowcy zburzyli synagogę. Po zakończeniu wojny nie została odbudowana. 
Na miejscu, gdzie stała synagoga, 21 czerwca 1994 roku uroczyście odsłonięto pomnik ufundowany przez potomków wieloletniego prezesa skoczowskiej gminy żydowskiej Heimanna Urbacha. Napis na pomniku w języku polskim i hebrajskim brzmi: „W tym miejscu w latach 1853–1939 stała synagoga żydowska zburzona przez hitlerowców”.
W 2003 roku na mocy ustawy z 1997 roku o restytucji mienia żydowskiego Gmina Wyznaniowa Żydowska w Bielsku-Białej otrzymała działkę budowlaną w zamian za teren po synagodze.
W trakcie prac w maju 2013 roku w parku odsłonięto fundamenty synagogi.

## Galeria

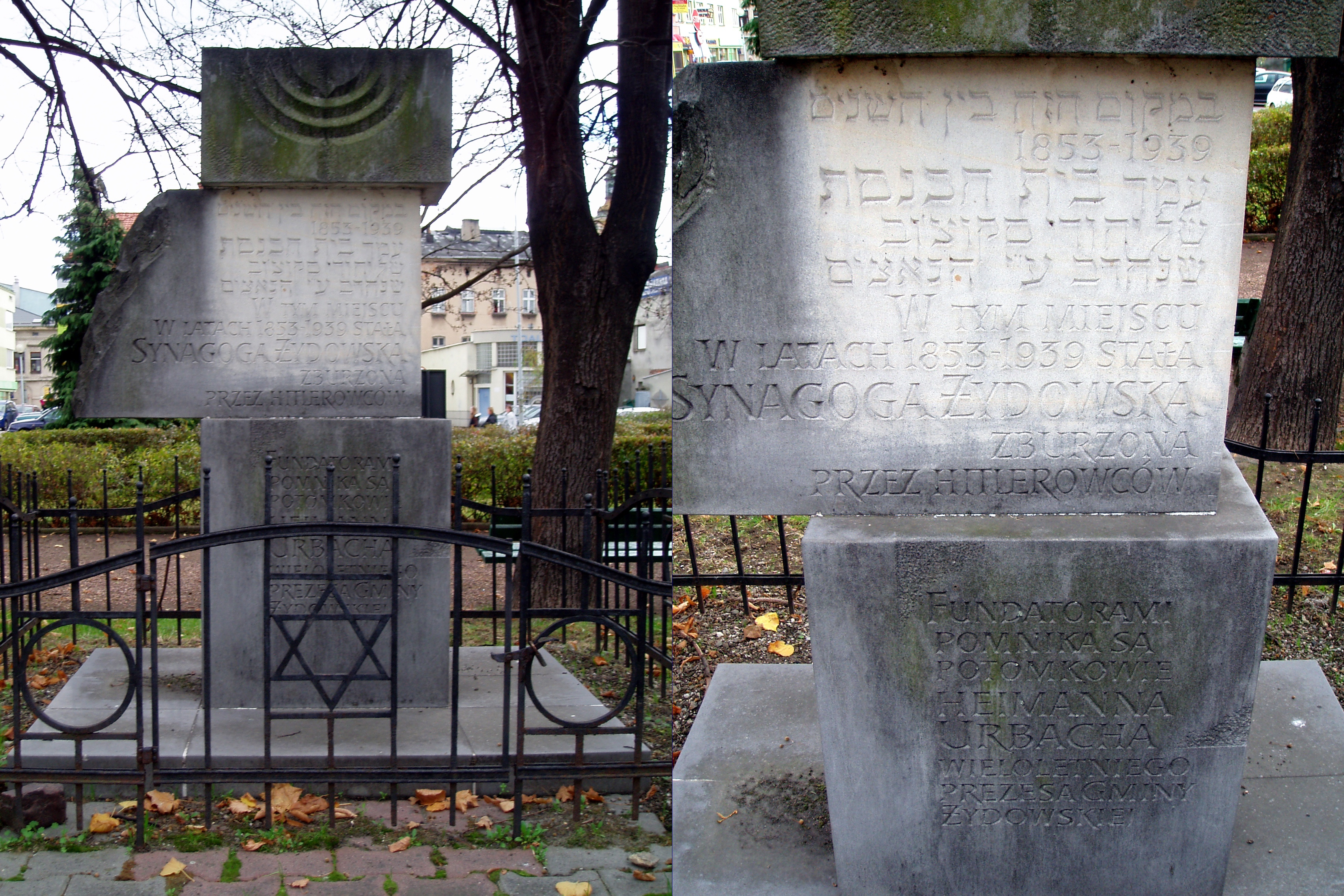
Pomnik upamiętniający synagogę w Skoczowie
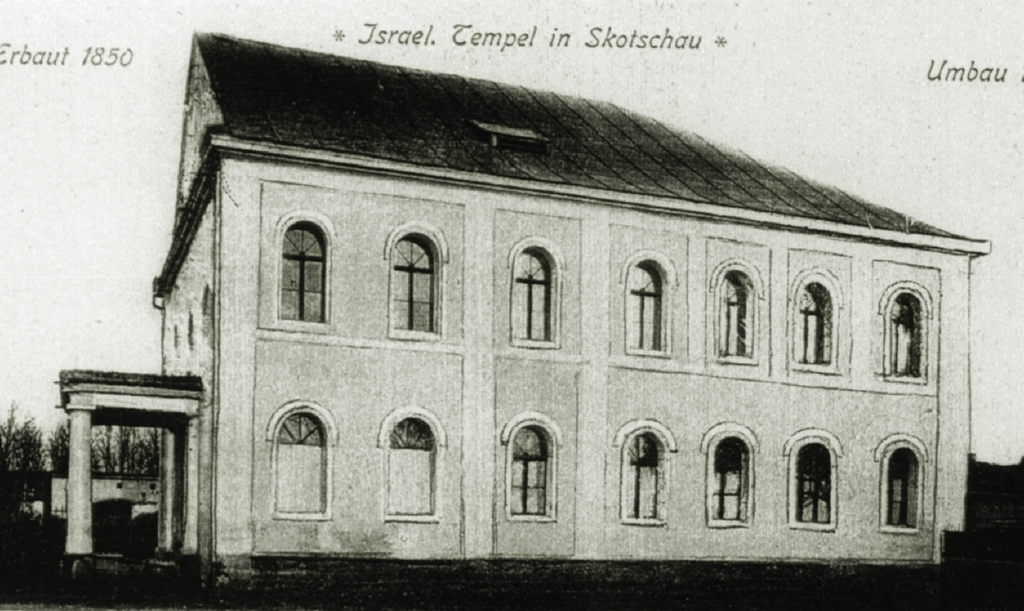
Synagoga w Skoczowie
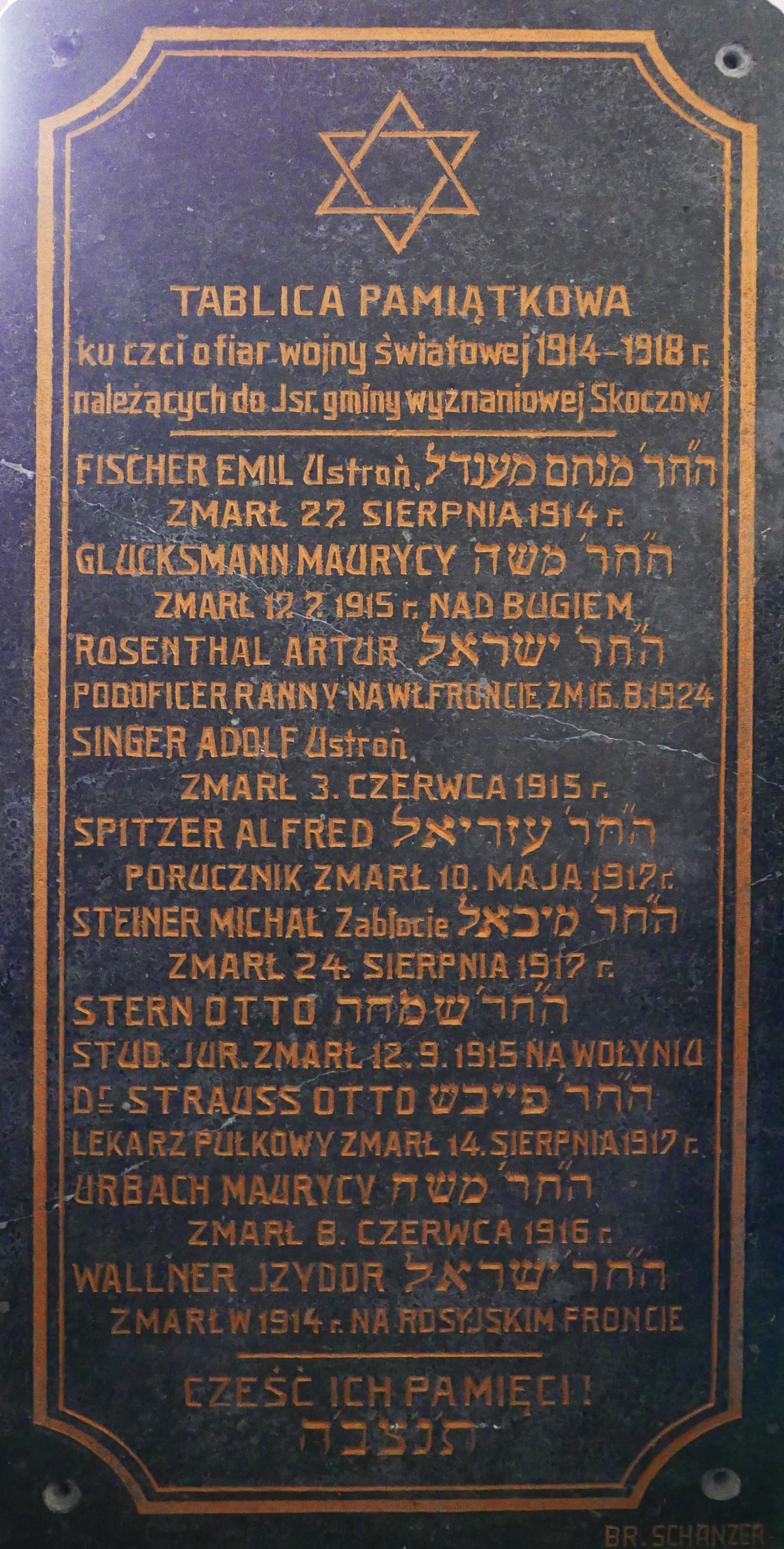
Tablica ku pamięci żydowskich żołnierzy ze Skoczowa i okolic poległych na I wojnie światowej, wykonana po 1924 roku, która znajdowała przed wojną się na ścianie synagogi w Skoczowie.